# پکوسواو (استان اشوی‌داشکسیه)
پکوسواو (به لهستانی: Pękosław) یک منطقهٔ مسکونی در لهستان است که در گمینا ووجسواو واقع شده‌است.